# GreenLys
GreenLys est un démonstrateur préindustriel de Réseau électrique intelligent, smart grid en anglais, à relativement grande échelle, sur 4 ans. Ce projet s'est déroulé en France de mai 2012 à avril 2016, sous le regard de la Commission de régulation de l'énergie (CRE), il a fait l'objet d'une expérimentation 
Ce projet, principalement porté par ERDF a été lauréat du premier Programme d'investissements d'avenir Réseaux électriques intelligents. Il se voulait être un projet collaboratif et ouvert associant des citoyens et entreprise volontaires pour expérimenter chez eux, dans deux grandes communes, les interfaces d'un Réseau électrique intelligent, des gestionnaires de réseaux d'énergie, des acteurs de la recherche scientifique, des industriels et quelques start-up. C'était aussi une « vitrine technologique »du Réseau électrique intelligent.
C'est le premier projet français « à échelle réelle » de réseaux et système électriques intelligents. Il a porté (via une plateforme d'agrégation) sur l’ensemble de la chaîne de valeur d'un Réseau électrique intelligent ; pour les consommateurs, distributeurs et fournisseurs d’électricité, en intégrant des installations d’énergies renouvelables (photovoltaïque) ou pilotables (cogénération et chaudières hybrides), des bornes de recharge rapide pour véhicules électriques et des compteurs intelligents et communicants (dans ce cas ce sont les compteurs Linky qui ont été utilisés).

## Localisations
GreenLys a été testé sur deux zones urbaines :
1. à Lyon où 4 arrondissements sur 9 ont été intégrés dans le projet, ainsi que le Quartier Lyon Confluence) ;
2. à Grenoble, d'abord sur l’éco-quartier de la ZAC de Bonne et Europole, puis étendu à toute la ville.

## Objectifs
GreenLys visait selon l'Ademe a tester des solutions innovantes (« production  d’électricité  décentralisée,  compteurs  communicants,  gestion des  réseaux  de  distribution,  nouvelles  offres  d’effacement  et  de  MDE,  solutions de gestion de l’énergie chez le client connectées à une plateforme de services ») ;et permettant l'évolution d'un système énergétique (production-transport-consommation «  simple  et  centralisé  »  vers un système  « complexe et décentralisé » et « intelligent » notamment grâce à « une  approche  intégrée  des  composantes  d’un  système  électrique intelligent,  sur  l’ensemble  de  la  chaîne  de  distribution  d’électricité,  qui  répondent aux enjeux environnementaux, sociétaux, technologiques et économiques ». Il s'agissait aussi de vérifier si un tel réseau est dans la réalité résilient (l'un des lots du projet était dénommé « Agilité et Performance du Réseau de distribution, le Réseau Auto Cicatrisant” »). Ce projet s'il s'avère être une réussite doit « préparer un déploiement généralisé ».
En termes d'enjeux énergétiques et climatiques, selon l'Ademe, le projet doit à la fois permettre une économie d'énergie (via le pilotage optimisé des équipements du client final) et une réduction des émissions de gaz à effet de serre grâce à une insertion plus efficiente des énergies renouvelables (y compris intermittentes), grâce à une « gestion avancée et optimisée du réseau de distribution », une diminution et un lissage des pics de consommation et grâce à de nouveaux usages ;
Il s'agissait aussi d'anticiper le marché de capacité et le déploiement des véhicules électriques attendu pour les années 2015-2030.

## Investissement
L'investissement total (initialement prévu à 36,8 M€) a été d'environ 43 millions d’euros, dont 9,6 apportés par l'Ademe, dans le cadre du PIA.

## Partenaires
Environ 400 citoyens résidentiels et autres expérimentateurs volontaires ont été mobilisés (dont sur 4 sites tertiaires). 
Cinq grands partenaires énergéticiens ont également été associés : 
- Électricité Réseau Distribution France (ERDF), chef de projet.
- GDF Suez devenu ENGIE,
- Gaz Électricité de Grenoble (GEG),
- Schneider Electric
- Institut polytechnique de Grenoble.

et aussi
- Atos Worldgrid,
- RTE,
- Alstom,
- l'institut national de l’énergie solaire CEA (CEA INES),
- Rhône-Alpes Énergie Environnement (RAEE),
- Hespul
- laboratoire CNRS LEPII-Edden (économie du développement durable et de l’énergie).

## Bilan / Évaluation
Le projet avait des multiplies dimensions, dont sociopsychologiques, environnementales, énergétiques, économiques, d’acceptabilité sociale et technologiques... 
Les premiers éléments de bilans ont été publiés en septembre 2016 .
Concernant les aspects d'acceptabilité et d'implication des consommateurs d'énergie : Selon ce bilan, les expérimentateurs volontaires se montrent très satisfaits (82 % des ménages notamment). 
63 % ont souhaité conserver les équipements de pilotage qui avaient été installés chez eux, et 84 % se disent prêts à recommander l’approche GreenLys autour d’eux.  
Concernant l'expérimentation de la stratégie d'effacement. 59 000 effacements environ ont été réalisés durant la période de test. Selon le bilan, cette méthode est intéressante pour les producteurs surtout si elle est appliquée au secteur tertiaire. Elle permet un lissage de la production, mais dans le contexte de l'expérimentation, elle n'a pas induit d'économie d'énergie (par effet rebond, la consommation d'énergie remonte légèrement après la plupart des effacements. 
Concernant les véhicules électriques. selon le bilan, ils peuvent jouer (comme le recommande Jeremy Rifkin dans son projet de troisième révolution industrielle « un rôle actif dans l’équilibre du réseau, des évolutions technologiques ainsi que des incitations réglementaires et économiques sont à envisager ». Les mini-cogénérations et chaudières hybrides, pilotables à distance, peuvent aider à mutualiser et satisfaire une consommation plus équilibrée »
Concernant la typologie des motivations des participants ; elles semblent pouvoir être classées en 4 catégories de profils de motivations : l'« énergiphile » (celui qui a la notion de ce qu'est un kilowatt-heure), le « technophile », l'« économe » et l'« écophile ». 
Concernant les facteurs de réussite et d'appropriation : Les auteurs du bilan estiment qu’il est essentiel d’avoir une communication adaptée aux divers types de consom’acteurs (les 4 profils dénommés ci-dessus), et :
- de les accompagner dès la phase d’installation, indispensable à l’appropriation des équipements et des services  ;
- de communiquer régulièrement et pédagogiquement sur les enjeux de sécurité des informations, ‘ effacements de consommation, de  services et équipements de maîtrise à l’énergie proposés ;
- de les aider à se constituer en communauté d’expérimentateurs où partager les bonnes pratiques (utilisation du matériel, optimisation des comportements pour mieux consommer l’électricité) ;
- d’adapter les outils, la communication et l’accompagnement des clients en tenant compte de leur profil sociologique.

## Innovations techniques
En 2016, le projet a déjà donné lieu à seize publications scientifiques et techniques; en particulier « des études technico-économiques ont été menées sur les gisements de flexibilité et sur le développement des réseaux intelligents dans un avenir incertain » explique Damien Picault ; 
Sur le terrain, le démonstrateur a permis de tester en vraie grandeur :
- les effets d'apports d'énergies renouvelables intermittentes et des effacements

- De nouvelles méthodes de régulation de la tension, de prévision de la production photovoltaïque et d'autocicatrisation de réseaux énergétiques (capables de se reconfigurer en cas de problème)[6].

- Un automate baptisé IRIS a équipé 50 postes de distribution publique HTA/BT (moyenne/ basse tension)[8]. 
 Ses capteurs font des mesures de température, mesures du courant, de la tension, de la puissance, détection d’incidents, etc.[8]

- un outil dénommé SmartScan GreenLys évalue automatiquement le schéma électrique de la desserte d'un réseau[8]. 
Il localise aussi les pertes électrique (5 % de l’énergie distribuée, en plus des pertes en ligne sur les réseaux HT en amont) grâce à des capteurs intelligents (sans fil et sans pile) placés dans le poste de distribution publique et en interaction avec le compteur Linky, permettant des actions correctives (ex : rééquilibrage de phases, réparation d’un compteur défectueux)[8].

- LV Cloud est un outil qui permet au système d'information géographique du gestionnaire (de réseau) de remonter des données telles que les taux de production d'électricité photovoltaïque[6]. Deux caméras et un logiciel (Steadysun)[9] analysent l'évolution de la couverture le ciel à 360° en continu, permettant d'anticiper la production photovoltaïque et maitriser les variations locales de tension via un « transformateur booster » (pour lequel quatre brevets ont été déposés) : « Couplé à des capteurs et à un système de communication par courant porteur en ligne (CPL), il permet d'ajuster la tension en fonction de données mesurées sur le réseau » et d'ainsi tripler le potentiel dintégration d'énergies renouvelables irrégulières (solaire, éolien).

- Prév'ERDF est un outil produit par RTE et le bureau d'études Hespul pour prévoir les productions éoliennes et photovoltaïques de J-3 à H-15 min, en agrégeant des données remontant de chaque centrale de production et en les croisant avec les prévisions météorologiques de Météo France ainsi que les données locales fournies par les caméras scrutant le ciel[6].

- un outil de supervision de bornes de recharge rapide a été testé à Grenoble, permettant un diagnostic et contrôle à distance de chaque borne[6].

- MaldiVE, un simulateur de consommation de poste de distribution, qui intègre prospectivement les effets des recharges électriques de véhicules en fonction de scénarios de déploiement à l'horizon 2020 et 2030[6].

- Un portail pour faire le lien entre les effacements de consommation et le gestionnaire du réseau, avec un « agrégateur de flexibilité » qui a joué le rôle d'intermédiaire entre : 
  - les clients (résidentiels, tertiaires, collectivités territoriales...) qui sont invités à moduler leur consommation (résidentiels, tertiaires, industriels, etc.) en fonction de paramètres et signaux qu’ils peuvent recevoir ;
  - impact carbone et optimiser les factures et réseaux.
  - le marché de l'électricité.

Cet agrégateur est une interface, mais il a aussi eu le rôle de valoriser des capacités énergétiques agrégées, via les effacements de consommation électrique et en valorisant les possibilités offertes par l'activation à distance de productions d'énergies décentralisées et complémentaires, de manière à mieux équilibrer production et consommation, tout particulièrement au moment des pics de consommation. Il vise aussi à réduire la facture électrique pour le consommateur.